# Киньонес, Эриберто
Эриберто Киньонес Гонсалес (исп. Heriberto Quiñones González, 1907 — 2 октября 1942) — испанский революционер, агент Коминтерна, отвечал за восстановление партийного подполья в начале 40-х годов, обвинён партийным руководством в предательстве, арестован франкистами и казнён.

## Биография
Точное место его рождение неизвестно (возможно, это Бессарабия или Буковина), как и его настоящее имя. Когда в 1930 году он приехал в Испанию, у него был паспорт на имя Yefin Granowdiski.
Приехал в Испанию в 1930 году, за несколько месяцев до провозглашения Второй Испанской Республики, будучи изгнанным из Франции. Был одним из тех профессиональных революционеров, которых Коминтерн в 30-е годы посылал в различные места помогать устанавливать коммунистический строй.